# Athletik Zentrum St. Gallen
Das Athletik Zentrum St. Gallen, auch bekannt als AZ, an der Parkstrasse 2 in St. Gallen ist eine Veranstaltungsstätte in St. Gallen und wurde 2007 nach Plänen von Andy Senn errichtet.

## Geschichte
Die Tribünen fassen 1500 Zuschauer, können aber auch für Grossereignisse vergrössert werden. Das maximale Fassungsvermögen der Sporthalle beträgt 3000 Zuschauer. Die Sporthalle wurden mit den Schweizer Hallen-Leichtathletik-Meisterschaften des Jahres 2007 eröffnet.

## Veranstaltungen

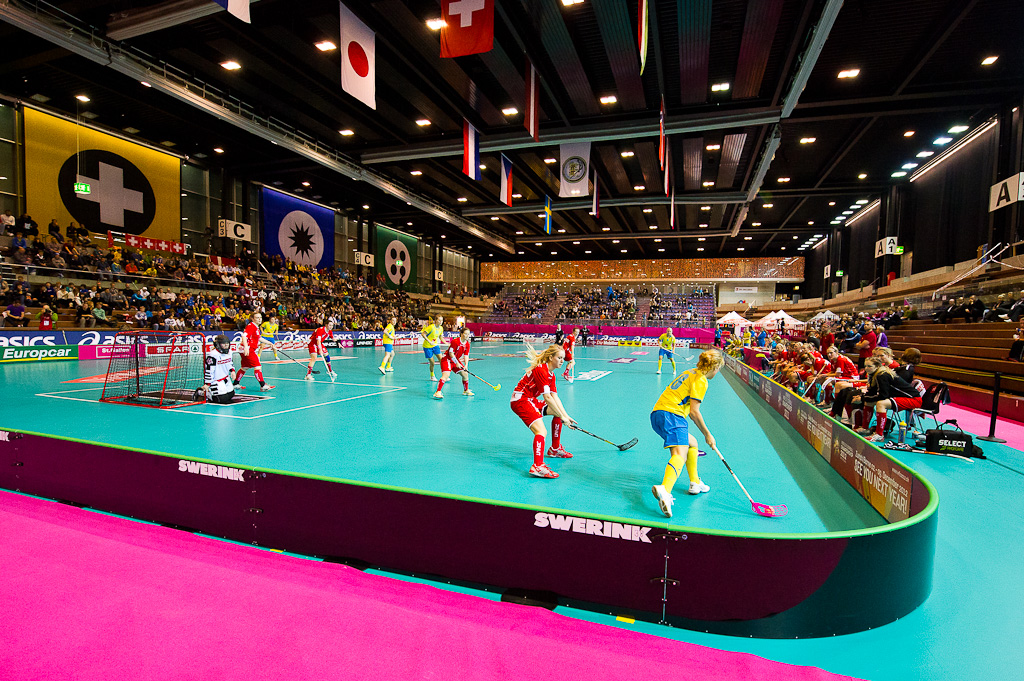
Spiel an der Unihockey-WM 2011

Des Weiteren diente die Halle zwischen dem 3. und dem 11. Dezember 2011 für die Weltmeisterschaften im Unihockey. Ebenfalls 2011 fand das Military Tattoo-Festival im AZ statt.

## Nutzung
Als 2009 die Sporthalle Tal der Demut einstürzte, wurden diverse Sportvereine umquartiert. Das Athletik Zentrum diente fortan als Trainings- und Wettkampfhalle des UHC Waldkirch-St. Gallen. Seit dem Wiederaufbau der Tal der Demut trägt der Verein dessen Heimspiele wieder in der Demut aus. Diverse Junioren-Mannschaften des UHC Waldkirch-St. Gallen trainieren jedoch weiter im AZ.
Die Halle dient dem LC Brühl als Trainings- und Wettkampfhalle.